# Neolindbergia rugosa
Neolindbergia rugosa là một loài Rêu trong họ Pterobryaceae. Loài này được (Lindb.) M. Fleisch. miêu tả khoa học đầu tiên năm 1908.